# Čerwuiš
Čerwuiš Piošád Mendoza, pražskou bohémou zvaný Červíček, byl příslušníkem indiánského kmene Čamakoko z paraguayského Gran Chaka. Pobýval v Praze od září 1908 do září 1909. Bydlel s českým cestovatelem, botanikem a etnografem Alberto Vojtěchem Fričem v Náplavní ulici 1.
Frič opětovně navštívil Čamakoky v létě 1908 a tentokrát je zastihl sužované neznámou chorobou, způsobující krvácející vředy v konečníku, několik lidí zemřelo vysílením. Nabídl, že sebou vezme dobrovolníka, který by se nechal vyšetřit v nejbližší možné nemocnici. Přihlásil se Čerwuiš. Shodou náhod se však nepodařilo předat ho do lékařské péče v žádném jihoamerickém městě, a tak se společně rozhodli, že budou pokračovat až do Prahy. Tam  se ukázalo, že obtíže zapříčinili dosud neznámí střevní parazité (měchovec Ancylostoma duodenale); k léčbě stačilo použít silné laxativum. Čerwuiš, zaskočený životem Evropanů, Friče provázel na každém kroku, přičemž vzbuzoval mnoho pozornosti. Účastnil se i Fričova přednáškového turné po Čechách a v Praze na Žofíně na vlastní žádost předvedl válečný tanec novinářům. Během pobytu často čelil různým předsudkům a sám si vlastními předsudky pobyt občas komplikoval, ale Frič považoval konfrontaci dvou světů za velkou lekci vzájemného porozumění pro obě strany. Odcestovali v září 1909 přes Itálii zpět do Paraguaye, kde Frič Čerwuiše doprovodil až k jeho kmeni. 
Čerwuiš po návratu měl problémy přizpůsobit se opět domorodému způsobu života, až později, když civilizace stále více pronikala do indiánských území, získal respekt pro své evropské zkušenosti a znalosti, např. železnice. Zemřel bezdětný v polovině 60. let 20. století. S Fričem se již nikdy nesetkal.
Jeho příběh byl zachycen v tvorbě různých autorů
- povídka Indián a pražská policie (1913) Jaroslava Haška
- komiks v ABC v cyklu Lovci zelených pokladů (1988–89) (roč. 33, 13 až 24) scénář: Karel Dunda a Helena Kholová, kresba: Lubomír Hlavsa
- komiks v ABC Pán Jaguárů (1995–97) (roč. 40–41, 17 až 24 a 1 až 26) scénář: Rudolf Baudis, kresba: Jiří Petráček
- kniha Červíček, aneb Indiánský lovec objevuje Evropu (1993) A. V. Frič a Yvonna Fričová
- kniha Čerwuiš aneb Z Pacheka do Pacheka oklikou přes střední Evropu (Titanic, 2000, 4. rozšířené vydání 2018) A. V. Frič a Yvonna Fričová
- komiks Divoši (2011) Lucie Lomová[1]
- divadelní adaptace Čerwuiš aneb Z Pacheka do Pacheka oklikou přes střední Evropu (premiéra: 23. 8. 2014) Športniki; režie Jakub Vašíček a kol.
- divadelní adaptace Čerwuiš Dva světy jedné země (premiéra: 3. 9. 2021) Divadlo Husa na provázku; režie David Jařab